# Зумброта (Минесота)
Зумброта (енгл. Zumbrota) град је у америчкој савезној држави Минесота.

## Демографија
По попису из 2010. године број становника је 3.252, што је 463 (16,6%) становника више него 2000. године.
| Група             | 2000.         | 2010.         |
| Белци             | 2.669 (95,7%) | 3.093 (95,1%) |
| Афроамериканци    | 23 (0,8%)     | 22 (0,7%)     |
| Азијати           | 18 (0,6%)     | 24 (0,7%)     |
| Хиспаноамериканци | 41 (1,5%)     | 53 (1,6%)     |
| Укупно            | 2.789         | 3.252         |